# Noãn bào
Một noãn bào hay còn gọi là tế bào trứng là một giao tử bào cái hoặc tế bào mầm tham gia vào quá trình sinh sản. Nói cách khác, nó là một trứng chưa trưởng thành (hoặc noãn chưa trưởng thành). Một noãn bào được tạo ra trong buồng trứng trong quá trình sinh giao tử cái. Các tế bào mầm cái tạo ra một tế bào mầm nguyên thủy mà sau khi trải qua quá trình nguyên phân thì sẽ hình thành nên noãn nguyên bào. Trong quá trình sinh noãn, các noãn nguyên bào trở thành noãn bào. Noãn bào là một dạng vật chất di truyền có thể được thu thập để bảo quản lạnh. Bảo tồn đông lạnh nguồn gen động vật được tiến hành như một biện pháp bảo tồn vật nuôi truyền thống.

## Hình thành

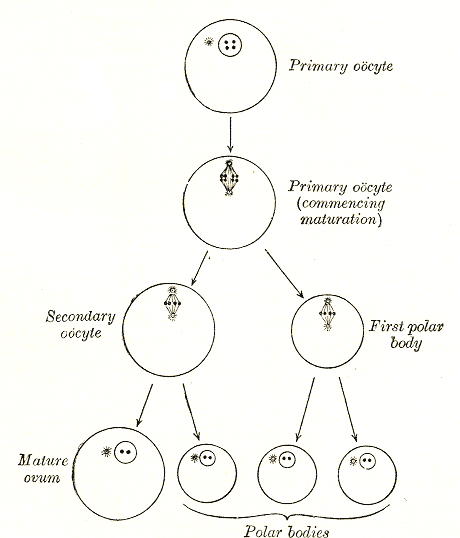
Sơ đồ biểu diễn sự giảm số lượng NST trong quá trình trưởng thành của noãn; quá trình này được gọi là giảm phân.

Sự sinh noãn bào là một phần của quá trình sinh noãn. Quá trình sinh noãn dẫn đến sự hình thành của cả noãn bào I trong thời kỳ bào thai và noãn bào II sau đó như một phần của quá trình rụng trứng.
| Loại tế bào      | đơn bội/ nhiễm sắc thể | nhiễm sắc tử | Quá trình                                    | Thời gian hoàn thành                             |
| Noãn nguyên bào  | lưỡng bội/46 (2N)      | 2C           | Sự tạo noãn (nguyên phân)                    | tam cá nguyệt thứ ba                             |
| Noãn bào sơ cấp  | lưỡng bội/46 (2N)      | 4C           | Sự tạo noãn (giảm phân I) (Folliculogenesis) | Dictyate trong kỳ đầu I lên đến 50 năm           |
| Noãn bào thứ cấp | đơn bội/23 (1N)        | 2C           | Sự tạo noãn (giảm phân II)                   | Bị dừng lại trong metase II cho đến khi thụ tinh |
| Noãn chính       | đơn bội / 23 (1N)      | 1C           | Sự tạo noãn (giảm phân II)                   | Vài phút sau khi thụ tinh                        |
| Noãn             | đơn bội / 23 (1N)      | 1C           |                                              |                                                  |

### Tế bào chất
Tế bào trứng rất giàu tế bào chất, trong đó có các hạt noãn hoàng để nuôi dưỡng tế bào sớm phát triển.

### Nhân tế bào
Trong giai đoạn tế bào trứng sơ cấp của quá trình sinh trứng, nhân được gọi là túi tinh.
Loại tế bào trứng thứ cấp bình thường duy nhất của người có nhiễm sắc thể thứ 23 (giới tính) là 23, X (xác định nữ), trong khi tinh trùng có thể có 23, X (xác định nữ) hoặc 23, Y (xác định nam).

### Tổ
Khoảng trống bên trong một noãn hoặc noãn chưa trưởng thành là tổ tế bào (cell-nest).

## Đóng góp của mẹ

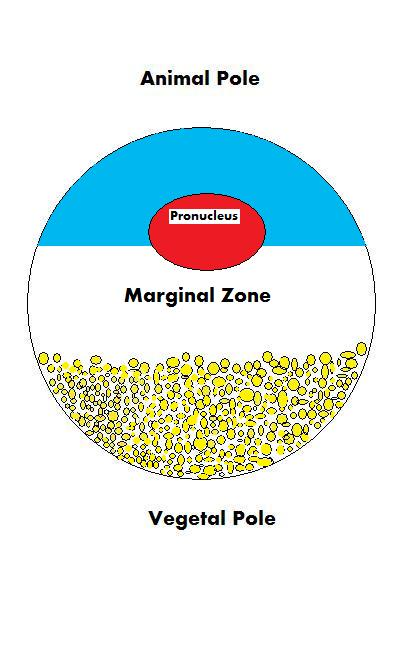
Cực noãn

Bởi vì số phận của một noãn bào  là được thụ tinh và cuối cùng phát triển thành một sinh vật có chức năng hoàn chỉnh nên nó phải sẵn sàng để điều chỉnh nhiều quá trình phát triển và tế bào. Noãn bào, một tế bào lớn và phức tạp, phải được cung cấp nhiều phân tử khác nhau có nhiệm vụ chỉ đạo sự phát triển của phôi và kiểm soát các hoạt động của tế bào. Vì noãn bào là sản phẩm của quá trình hình thành giao tử cái nên sự đóng góp của mẹ vào noãn bào và do đó là trứng mới được thụ tinh là rất lớn. Có nhiều loại phân tử được mẹ cung cấp cho noãn bào, chúng sẽ chỉ đạo các hoạt động khác nhau trong hợp tử đang phát triển.

### Tránh làm hỏng DNA dòng mầm
DNA của tế bào dễ bị tổn thương do tác động gây hại của các gốc tự do oxy hóa được tạo ra như sản phẩm phụ của quá trình trao đổi chất tế bào. Tổn thương DNA xảy ra trong noãn bào, nếu không được sửa chữa, có thể gây tử vong và dẫn đến giảm khả năng sinh sản và mất đi thế hệ con cháu tiềm năng. Noãn bào về cơ bản lớn hơn nhiều so với tế bào soma trung bình, và do đó cần thiết có hoạt động trao đổi chất đáng kể để cung cấp cho chúng. Nếu hoạt động trao đổi chất này được thực hiện bởi bộ máy trao đổi chất của chính noãn bào thì bộ gen noãn bào sẽ tiếp xúc với các sản phẩm phụ phản ứng oxy hóa được tạo ra. Vì vậy, có vẻ như một quá trình đã được phát triển để tránh sự tổn thương này của DNA dòng mầm. Người ta đề xuất rằng, để tránh làm hỏng bộ gen DNA của noãn bào, quá trình trao đổi chất góp phần tổng hợp phần lớn các thành phần của noãn bào được chuyển sang các tế bào mẹ khác, sau đó chuyển các thành phần này sang noãn bào. Từ đó, noãn bào của nhiều sinh vật được bảo vệ khỏi tổn thương DNA do oxy hóa trong khi vẫn dự trữ một khối lượng lớn các chất để nuôi dưỡng hợp tử trong quá trình phát triển phôi ban đầu của nó.

### mRNA và protein
Trong quá trình phát triển của noãn bào, một loạt các RNA thông tin được phiên mã của mẹ, tức mRNA, được cung cấp bởi các tế bào của mẹ. Các mRNA này có thể được lưu trữ trong các phức hợp mRNP (ribonucleoprotein thông tin) và được dịch mã tại các thời điểm cụ thể, chúng có thể khu trú trong một vùng cụ thể của tế bào chất hoặc có thể được phân tán đồng nhất trong tế bào chất của toàn bộ noãn bào. Các protein mẹ được nạp vào cơ thể cũng có thể khu trú hoặc phổ biến khắp tế bào chất. Các sản phẩm dịch mã của mRNA và các protein được nạp vào có nhiều chức năng; từ việc điều hòa "việc giữ nhà" của tế bào ví dụ như tiến trình chu kỳ tế bào và trao đổi chất tế bào, cho đến điều hòa các quá trình phát triển như thụ tinh, kích hoạt phiên mã hợp tử và hình thành các trục cơ thể. Dưới đây là một số ví dụ về mRNA và protein di truyền theo mẹ được tìm thấy trong tế bào trứng của loài ếch có vuốt châu Phi.

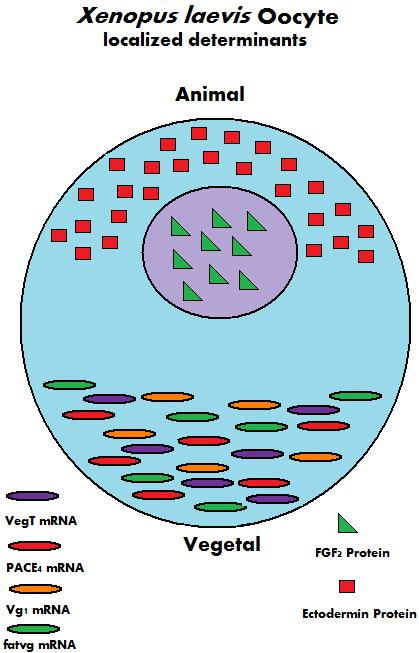
Các yếu tố quyết định của mẹ trong noãn bào của loài Xenopus laevis

| Tên              | Loại phân tử mẹ | Nơi khu trú      | Chức năng                                      |
| ---------------- | --------------- | ---------------- | ---------------------------------------------- |
| VegT             | mRNA            | Bán cầu thực vật | Yếu tố phiên mã                                |
| Vg1              | mRNA            | Bán cầu thực vật | Yếu tố phiên mã                                |
| XXBP-1           | mRNA            | Không rõ         | Yếu tố phiên mã                                |
| CREB             | Chất đạm        | Phổ biến         | Yếu tố phiên mã                                |
| FoxH1            | mRNA            | Phổ biến         | Yếu tố phiên mã                                |
| tr53             | Chất đạm        | Phổ biến         | Yếu tố phiên mã                                |
| Lef/Tcf          | mRNA            | Phổ biến         | Yếu tố phiên mã                                |
| FGF2             | Chất đạm        | Nhân tế bào      | Không biết                                     |
| FGF2, 4, 9 FGFR1 | mRNA            | Không rõ         | Tín hiệu FGF                                   |
| Ectodermin       | Chất đạm        | Bán cầu động vật | Ligase ubiquitin                               |
| PACE4            | mRNA            | Bán cầu thực vật | Men chuyển đổi proprotein                      |
| Coco             | Chất đạm        | Không rõ         | Chất ức chế BMP                                |
| Xoắn dạ dày      | Chất đạm        | Không rõ         | Protein liên kết BMP/Chordin                   |
| fatvg            | mRNA            | Bán cầu thực vật | Sự hình thành tế bào mầm và sự quay của vỏ não |

### Ty thể
Noãn bào nhận ty thể từ các tế bào của mẹ, chúng sẽ tiếp tục kiểm soát sự trao đổi chất của phôi và các sự kiện chết tế bào theo chương trình. Sự phân chia của các ty thể được thực hiện bởi một hệ thống các vi ống có nhiệm vụ khu trú các ty thể trong toàn bộ noãn bào. Ở một số sinh vật, chẳng hạn như động vật có vú, ti thể của ngừoi bố do ống sinh tinh mang đến noãn bào sẽ bị phân hủy thông qua sự gắn kết của các protein không được điều hòa. Việc phá hủy ty thể của người bố đảm bảo sự kế thừa ty thể và DNA của ty thể hoặc mtDNA một cách chặt chẽ từ người mẹ.

### Nhân
Ở động vật có vú, nhân con của noãn bào chỉ có nguồn gốc từ tế bào mẹ. Nhân con, một cấu trúc được tìm thấy trong nhân, là vị trí mà rRNA được phiên mã và lắp ráp thành ribosome. Tuy nhân con đặc và không hoạt động trong tế bào trứng trưởng thành, nó lại là thành phần cần thiết cho sự phát triển thích hợp của phôi.

### Ribosome
Tế bào mẹ cũng tổng hợp và đóng góp một kho dự trữ ribosome cần thiết cho quá trình dịch mã protein trước khi bộ gen hợp tử được kích hoạt. Trong noãn bào của động vật có vú, các ribosome có nguồn gốc từ mẹ và một số mRNA được lưu trữ trong một cấu trúc gọi là mạng tế bào chất. Đã có quan sát thấy rằng các mạng tế bào chất bao gồm một mạng lưới các sợi, protein và RNA này sẽ gia tăng mật độ khi số lượng ribosome giảm trong tế bào trứng đang phát triển.

## Đóng góp của bố
Tinh trùng thể hoạt động thụ tinh cho tế bào trứng sẽ đóng góp nhân con, tức một nửa còn lại của bộ gen hợp tử. Ở một số loài, tinh trùng thể hoạt động cũng sẽ đóng góp một trung tử, giúp tạo nên trung thể hợp tử cần thiết cho lần phân chia đầu tiên. Tuy nhiên, ở một số loài, chẳng hạn như ở chuột, toàn bộ trung tử được thu nhận từ mẹ. Hiện đang nghiên cứu khả năng có những đóng góp tế bào chất khác do tinh trùng thể hoạt động tạo ra cho phôi.
Trong quá trình thụ tinh, tinh trùng cung cấp ba phần thiết yếu cho noãn bào: (1) yếu tố truyền tín hiệu hoặc yếu tố kích hoạt, làm cho noãn bào không hoạt động trao đổi chất được kích hoạt; (2) bộ gen của bố đơn bội; (3) trung thể, chịu trách nhiệm duy trì hệ thống vi ống. Xem giải phẫu của tinh trùng.

## Bất thường
- Không liên kết — một sự không phân ly tương đồng thích hợp trong giảm phân I, hoặc phân ly nhiễm sắc tử chị em trong giảm phân II có thể dẫn đến thể lệch bội, trong đó noãn bào có số lượng nhiễm sắc thể sai, ví dụ 22, X hoặc 24, X. Đây là nguyên nhân gây ra các tình trạng như hội chứng Down và hội chứng Edwards ở người. Nó có khả năng xảy ra hơn ở người mẹ tuổi cao hơn.
- Một số tế noãn bào có nhiều nhân, mặc dù người ta cho rằng chúng không bao giờ trưởng thành.